# 鋼鉄の時代
「鋼鉄の時代」（こうてつのじだい、原題: The Age of Steel）は、イギリスのSFテレビドラマ『ドクター・フー』のシリーズ2第6話。2006年5月20日にBBC Oneで初放送され、5月13日に放送された「サイバーマン襲来」に続いて二部作をなす。
舞台はパラレルワールドのロンドンである。本作ではジョン・ルーミックがイギリス政府に圧力をかけてロンドンを制圧する。人間側レジスタンスは、ロンドンの民衆を支配するルーミックの送信機を破壊することで、人間をサイバーマンへアップグレードする彼の計画を阻もうとする。
本作は2005年のリバイバル以降、サイバーマンを取り上げた初めての『ドクター・フー』のエピソードであった。

## 制作
アンドリュー・ヘイデン・スミスとのインタビューによると、記者会見でラッセル・T・デイヴィスはリッキーとジェイクが当初は同性愛者として意図されていたとコメントした。完全版シリーズ2ボックスセットに収録された削除シーンではその様子が描写されている。
本作は「サイバーマン襲来」とともにシリーズ2のフィナーレ「嵐の到来」「永遠の別れ」と同じ制作ブロックで制作され、ロケはカーディフ湾のマウント・スチュアート・スクエアとコール・エクスチェンジで行われた。バタシーサイバー工場が崩壊するシーンには、「マネキンウォーズ」から特にネスティーン意識体の破壊のフィルムが再利用された。

## 言及
ピートはリッキーらを「スクービー・ドゥーと彼のギャング」と呼び、彼らのバンをミステリー・マシンと比較した。コメンタリーでノエル・クラークが述べたところによると、ミッキーがローズに電話で "I'm coming to get you!" と告げる場面は、「バッド・ウルフ」のクライマックスでのローズへの9代目ドクターの言葉を反映している。

## 放送と評価
当夜の平均視聴者数は685万人（番組視聴占拠率36%）で、最高値は770万人であった。最終数値は763万人に達した。視聴者評価指数は86を記録した。日本ではNHK BS2で2007年1月23日に、NHK教育で2008年1月15日に放送された。2011年3月26日には LaLa TV で放送された。
本作は通常版DVDとして「サイバーマン襲来」および「テレビの中に住む女」と共にリリースされた。後に完全版シリーズ2ボックスセットとサイバーマンコレクションでもリリースされた。
IGNのアフサン・ハクは「鋼鉄の時代」に10段階評価で7.9を与え、ミッキーが自立したことを称賛した。しかし、彼は本作がポップコーンエピソードとして機能したと述べ、サイバーマンのストーリーは衰えていて型通りであり、感情を巡るドクターとルーミックの会話はSFで一般にカバーされるものであるとした。SFXのニック・セッチフィールドは二部作を肯定的に評価し、サイバーマンとパラレルワールドにイマジネーションと脅威をもたらしたと感じたハーパーの監督技術を強調した。しかし、彼は繊細なテナントの演技にはロジャー・ロイド＝パックの演技は過剰すぎると感じ、「不快なほどに二次元的だ」とした。